# Girolamo Verospi
Girolamo Verospi (Roma, 27 luglio 1599 – Osimo, 5 gennaio 1652) è stato un cardinale e vescovo cattolico italiano.

## Biografia
Figlio di Ferdinando Verospi e Giulia de' Massimi. Era nipote del cardinale Fabrizio Verospi, fratello del padre Ferdinando. Probabilmente studiò diritto, perché fu da giovane avvocato delle cause della Curia Romana e nel 1627 succedette allo zio Fabrizio come auditore della Sacra Romana Rota.
Il 16 dicembre 1641 papa Urbano VIII lo creò cardinale. Il 10 febbraio dell'anno successivo ricevette il titolo di Sant'Agnese in Agone e contemporaneamente fu eletto vescovo di Osimo. Non era ancora stato ordinato sacerdote, ma percorse in pochi mesi tutta la carriera ecclesiastica, fino ad essere consacrato vescovo il 27 aprile 1642 dal cardinale Antonio Barberini, coconsacranti Fausto Poli, arcivescovo titolare di Amasea, e Celso Zani, già vescovo di Città della Pieve.
Dopo la sua morte, occorsa il 5 gennaio 1652, fu tumulato nella cattedrale di Osimo, ma nel 1666 la salma fu esumata e traslata a Roma, dove fu sepolta nella cappella di famiglia nella chiesa della Santissima Trinità al Monte Pincio.

## Genealogia episcopale e successione apostolica
La genealogia episcopale è:
- Cardinale Guillaume d'Estouteville, O.S.B.Clun.
- Papa Sisto IV
- Papa Giulio II
- Cardinale Raffaele Sansone Riario
- Papa Leone X
- Papa Paolo III
- Cardinale Francesco Pisani
- Cardinale Alfonso Gesualdo di Conza
- Papa Clemente VIII
- Cardinale Pietro Aldobrandini
- Cardinale Laudivio Zacchia
- Cardinale Antonio Barberini, O.F.M.Cap.
- Cardinale Girolamo Verospi

La successione apostolica è:
- Vescovo Papirio Silvestri (1642)
- Vescovo Paolo Brizio, O.F.M.Obs. (1642)
- Arcivescovo Francesco Perotti (1650)